# Rain on Me (bài hát của Lady Gaga và Ariana Grande)
"Rain on Me" (Tiếng Việt: "Mưa rơi lên vai em") là một bài hát của hai nữ ca sĩ người Mỹ Lady Gaga và Ariana Grande. Nó được phát hành vào ngày 22 tháng 5 năm 2020 như là đĩa đơn thứ hai từ album phòng thu thứ sáu của Gaga, Chromatica (2020).

## Bối cảnh và sáng tác
"Rain on Me" được nhắc tới lần đầu trong buổi phỏng vấn ngày 26 tháng 3 năm 2020 của Gaga với tạp chí Paper. Bài hát, lúc đó chưa được biết như một màn hợp tác với Grande, được diễn tả là một "con quái vật nhạc nhảy, nhưng ý nghĩa của nó là về việc tự nộp mình cho những đau đớn - một khúc hát hoàn hảo để "kỷ niệm những giọt nước mắt". Gaga tiết lộ rằng cô đã hợp tác với một "ngôi sao nhạc pop thân quen, một người cũng giống như cô, đã từng trải qua những đau đớn bao la trong mắt của công chúng" rồi sau đó kể chi tiết hơn về sự hình thành của bài hát: "Tôi ngồi cùng với cô ấy và chúng tôi nói về cuộc đời mình. Nó như hai người phụ nữ trò chuyện về việc tiếp tục bước đi trong cuộc sống và làm thế nào để cảm thấy biết ơn đối với những gì mình làm". Bài hát được tiết lộ là được truyền cảm hứng bởi những đau đớn tương đồng nhau mà hai nữ ca sĩ phải trải qua, bao gồm Vụ đánh bom tại Manchester Arena xảy ra khi Grande kết thúc show diễn tại Manchester nằm trong khuôn khổ Dangerous Woman Tour vào ngày 22 tháng 5 năm 2017.

## Phát hành và quảng bá
Vào ngày 15 tháng 5 năm 2020, cả Gaga và Grande đăng ảnh bìa của đĩa đơn lên Instagram và Twitter của mình để thông báo bài hát sẽ được phát hành một tuần sau đó. Ngày 31 tháng 8, cả hai biểu diễn bài hát trong một phần màn trình diễn medley của Lady Gaga tại Video Music Awards.

## Danh sách bài hát
| Kỹ thuật số (Bản album) | Kỹ thuật số (Bản album) | Kỹ thuật số (Bản album) |
| STT                     | Nhan đề                 | Thời lượng              |
| ----------------------- | ----------------------- | ----------------------- |
| 4.                      | "Rain on Me"            | 3:02                    |

| Kỹ thuật số (Bản đĩa đơn) | Kỹ thuật số (Bản đĩa đơn) | Kỹ thuật số (Bản đĩa đơn) |
| STT                       | Nhan đề                   | Thời lượng                |
| ------------------------- | ------------------------- | ------------------------- |
| 1.                        | "Rain on Me"              | 3:02                      |

| 7-inch/CD/cassette | 7-inch/CD/cassette         | 7-inch/CD/cassette |
| STT                | Nhan đề                    | Thời lượng         |
| ------------------ | -------------------------- | ------------------ |
| 1.                 | "Rain on Me"               | 3:02               |
| 2.                 | "Rain on Me" (chỉ nhạc cụ) | 3:02               |

| Kỹ thuật số - Bản chỉ nhạc cụ | Kỹ thuật số - Bản chỉ nhạc cụ | Kỹ thuật số - Bản chỉ nhạc cụ |
| STT                           | Nhan đề                       | Thời lượng                    |
| ----------------------------- | ----------------------------- | ----------------------------- |
| 1.                            | "Rain on Me" (chỉ nhạc cụ)    | 3:02                          |

## Lịch sử phát hành
| Khu vực        | Ngày             | Định dạng                   | Phiên bản       | Hãng đĩa                                        | Ref.        |
| -------------- | ---------------- | --------------------------- | --------------- | ----------------------------------------------- | ----------- |
| Nhiều khu vực  | 22 tháng 5, 2020 | kỹ thuật số streaming       | Bản gốc         | Interscope                                      | [ 5 ] [ 6 ] |
| Australia      | 22 tháng 5, 2020 | Contemporary hit radio      | Bản gốc         | Interscope Geffen A&M Universal Music Australia | [ 7 ]       |
| United Kingdom | 22 tháng 5, 2020 | Contemporary hit radio      | Bản gốc         | Interscope                                      | [ 8 ]       |
| United Kingdom | 23 tháng 5, 2020 | Radio HAC                   | Bản gốc         | Interscope                                      | [ 9 ]       |
| Hoa Kỳ         | 25 tháng 5, 2020 | Radio HAC                   | Bản gốc         | Interscope                                      | [ 10 ]      |
| Hoa Kỳ         | 26 tháng 5, 2020 | Radio pop đương đại         | Bản gốc         | Interscope                                      | [ 11 ]      |
| Nhiều khu vực  | 2020             | Đĩa hình 7 inch CD cassette | Bản gốc         | Interscope                                      | [ 3 ]       |
| Nhiều khu vực  | 2020             | Kỹ thuật số                 | Bản chỉ nhạc cụ | Interscope                                      | [ 4 ]       |